# Dan Castellaneta
Daniel Louis Castellaneta (sinh ngày 29 tháng 10 năm 1957) là một nam diễn viên, người lồng tiếng, biên kịch người Mỹ. Ông được biết đến qua vai lồng tiếng Homer Simpson trong sê-ri The Simpsons.

## Thời thơ ấu
Daniel Louis Castellaneta sinh ra tại bệnh viện Roseland Community, phía nam Chicago và lớn lên tại Oak Park, Illinois. Ông là người gốc Ý, mẹ ông là Elsie (nhũ danh: Lagorio, 1926–2008) và cha ông là Louis Castellaneta (1915–2014).

## Đời tư
Castellaneta sống tại Los Angeles với vợ là bà Deb Lacusta.
Ông là một người ăn chay và không uống rượu, ông cũng có luyện môn Thái cực quyền.
Cha mẹ quá cố của ông từng được nhắc tới trong các tập phim The Simpsons để tưởng nhớ.